# 애팔래치콜라강
애팔래치콜라강(/æpəlætʃɪˈkoʊlə/)은 플로리다주에 있는 약 160 마일 (260 km) 길이의 강이다. 이 강은 애팔래치콜라-채터후치-플린트 (ACF) 강 유역으로 알려진 넓은 유역을 가지고 있으며, 약 19,500 제곱마일 (50,500 km2)의 면적에서 멕시코만으로 물을 배수한다. 조지아주 북동부의 가장 먼 발원지(즉 채터후치강)까지의 거리는 약 500 마일 (800 km)이다. 강 이름은 현재의 채터후치강에 위치했던 아메리카 원주민 마을들의 연합인 애팔래치콜라 주에서 유래했다. 스페인인들은 현재의 채터후치강을 하나의 강으로 간주하고, 남부 애팔래치아산맥 산기슭에서 멕시코만까지 이르는 전체 강을 애팔래치콜라라고 불렀다.

## 설명
이 강은 플로리다주와 조지아주 경계에서 채터후치 마을 근처, 패너머시티에서 북동쪽으로 약 60 마일 (97 km) 떨어진 곳에서 플린트강과 채터후치강이 합류하여 형성된다. 실제 합류 지점은 짐 우드러프 댐에 의해 형성된 세미놀호 저수지 내에 있다. 이 강은 플로리다 팬핸들의 숲을 통과하여 브리스틀을 지나 대체로 남쪽으로 흐른다. 걸프군 북부에서는 서쪽에서 치폴라강을 받아들인다. 이 강은 애팔래치콜라에서 멕시코만의 하위 만인 애팔래치콜라만으로 흐른다. 강 하류 30 mi (48 km) 구간은 해안을 제외하고는 광대한 늪과 습지로 둘러싸여 있다.
이 유역에는 미시시피강 동부에서 가장 높은 생물 다양성을 자랑하며 그레이트스모키산맥에 필적하는 국립적으로 중요한 숲이 있다. 이곳에는 상당한 면적의 온대 낙엽수림뿐만 아니라 긴잎소나무 경관과 평활림이 있다. 홍수 지역에는 상당한 면적의 범람원 숲이 있다. 이 모든 남동부 숲 유형은 1880년에서 1920년 사이에 벌목으로 황폐화되었으며, 애팔래치콜라는 남동부에 남아있는 최고의 원시림 샘플 중 일부를 포함하고 있다. 멸종 위기 나무 종인 플로리다 토레야는 이 지역의 고유종이며, 강 동쪽 강둑을 따라 토레야 주립공원의 숲이 우거진 경사면과 절벽에 붙어 있다. 유역 내 가장 높은 지점은 채터후치강의 발원지 근처에 있는 블러드 산으로 해발 4,458 ft (1,359 m)이다.
강이 멕시코만으로 유입되는 곳에는 염분 농도가 다양한 풍부한 습지가 형성된다. 여기에는 조간습지와 해초 목초지가 포함된다. 이 다양한 삼각주 복합체의 230,000 ac (93,000 ha) 이상이 애팔래치콜라 국립 하구 연구 보호구역에 포함되어 있다. 또한 해안 초원과 사구 간 습지를 가진 사구도 있다.

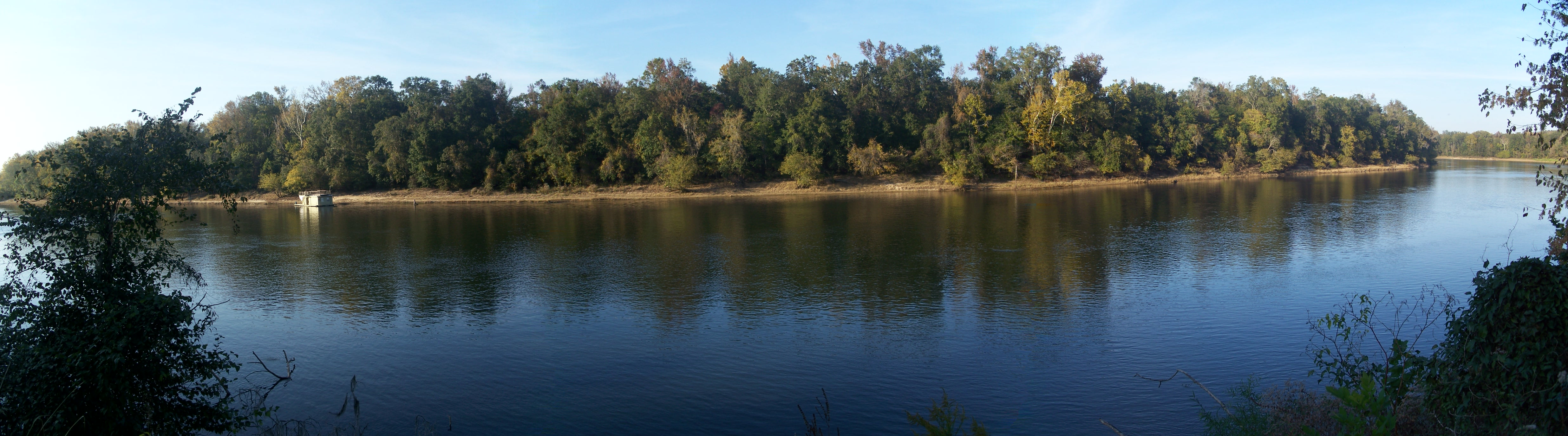
토레야 주립공원에서 본 애팔래치콜라강

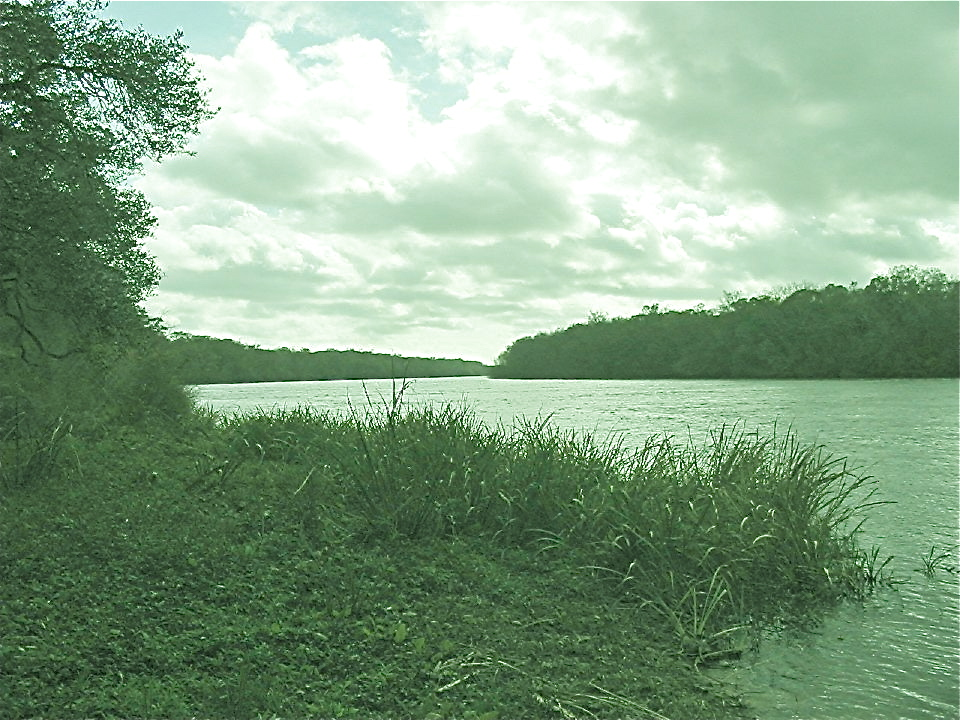
개즈든 요새 근처 애팔래치콜라강 풍경

애팔래치콜라강 유역은 또한 니사나무속 나무가 미국 남동부에서 꽃을 피우는 곳이라면 어디에서나 생산되는 고품질 단일 화분꿀인 투펠로 꿀로도 유명하다. 풍년인 해에는 플로리다의 전문 양봉가들이 생산하는 투펠로 꿀 수확물의 가치가 매년 봄 90만 달러에 육박한다.
플로리다의 영국 식민지 시대에는 이 강이 동플로리다와 서플로리다 사이의 경계를 이루었다. 지질학적으로 이 강은 해안 평야와 미국 걸프 연안을 애팔래치아산맥과 연결한다.
강을 따라 남아있는 중요한 자연 서식지로는 애팔래치콜라 국유림, 토레야 주립공원, 네이처 컨서번시 애팔래치콜라 절벽 및 계곡 보호구역, 테이트스 헬 주립림, 애팔래치콜라강 야생 및 환경 보호구역, 그리고 애팔래치콜라강 수자원 관리 지역이 있다. 이 유역은 에버글레이즈나 그레이트스모키산맥만큼 중요하게 국가적으로 평가되고 인정되어야 한다고 제안되었다. 강과 그 서식지의 자연 상태를 보존하는 것의 중요성에 대한 인식을 높이기 위해 플로리다 영화 제작자 엘람 슈톨츠푸스는 PBS에서 방영된 2006년 다큐멘터리에서 이 시스템을 조명했다.
이 강은 플로리다의 동부 시간대와 중부 시간대 사이의 경계를 형성하며, 잭슨강에 도달할 때까지 이어진다. 그 후로는 멕시코만으로 흐르는 잭슨강이 시간대 경계가 된다.

## 횡단 시설 목록

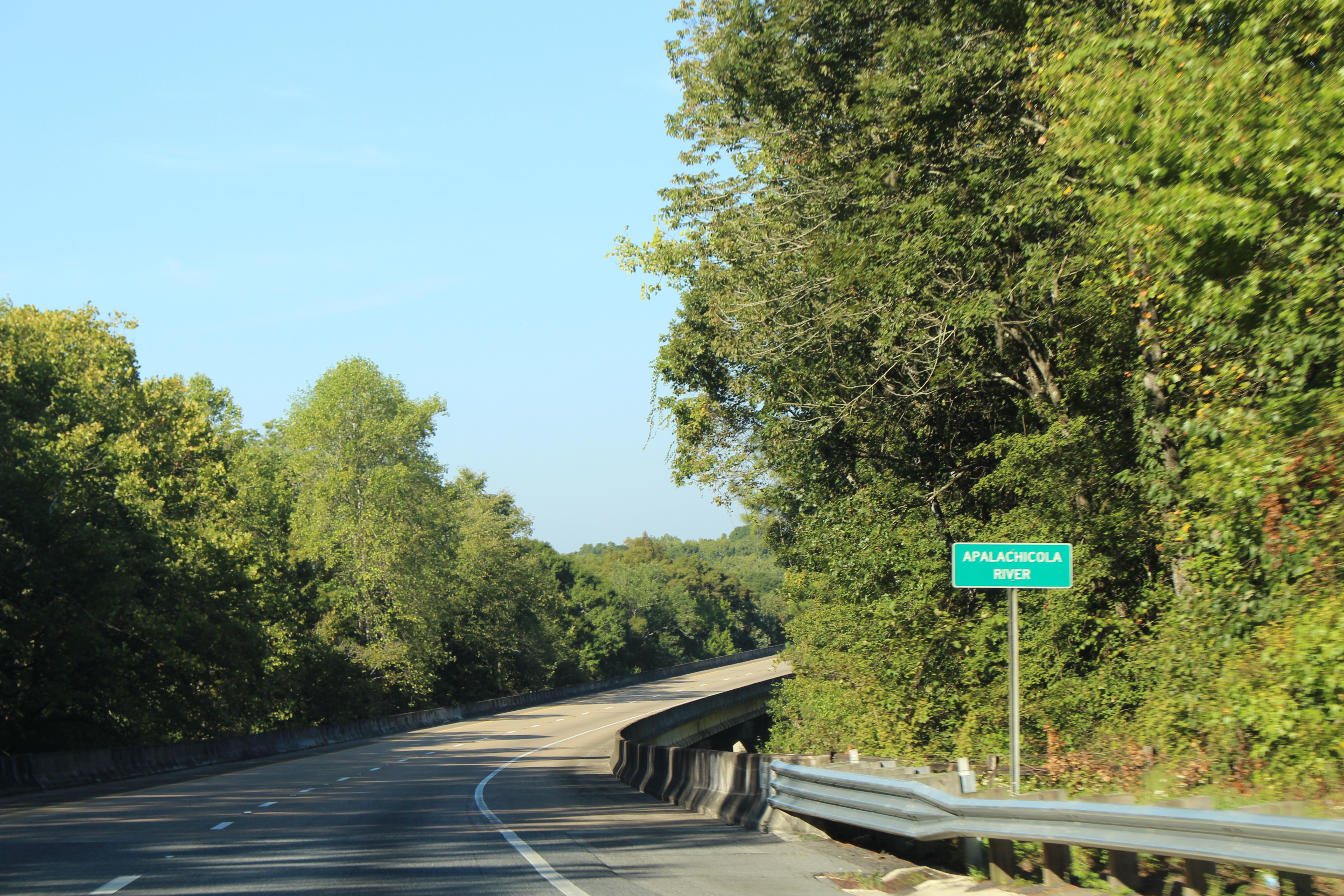
개즈든군과 잭슨군 사이를 횡단하는 주간고속도로 10번 서쪽 방면

| 횡단 시설         | 통행로                         | 위치              | 좌표 |  |
| ----------------- | ------------------------------ | ----------------- | ---- |  |
| 짐 우드러프 댐    |                                | 채터후치          |      |  |
| 빅토리교          | 미국 90번 국도                 | 채터후치          |      |  |
| 철도교            | CSX 교통                       | 채터후치          |      |  |
| 듀이 M. 존슨 교량 | 주간고속도로 제10호선          | 마리아나에서 퀸시 |      |  |
| 트라멜교          | SR 20                          | 브리스틀          |      |  |
| 철도교            | 애팔래치콜라 북부 철도         | 애팔래치콜라      |      |  |
| 존 고리 기념교    | 미국 98번 국도 미국 319번 국도 | 애팔래치콜라      |      |  |

## 같이 보기
- 플로리다주의 강 목록
- 남대서양-걸프 수자원 지역
- 애팔래치콜라의 목소리
- 플로리다의 물 전쟁

## 추가 문헌
- Boyce, S.G., and W.M. Martin. 1993. The future of the terrestrial communities of the southeastern United States. Pp. 339–366, In W.H. Martin, S.G. Boyce, and A.C. Echternacht (Eds.). Biodiversity of the Southeastern United States, Lowland Terrestrial Communities. Wiley, New York, NY.
- Light, H.M., M.R. Darst, and J.W. Grubbs. (1998). Aquatic habitats in relation to river flow in the Apalachicola River floodplain, Florida [U.S. Geological Survey Professional Paper 1594]. Washington, D.C.: U.S. Department of the Interior, U.S. Geological Survey.